# Python (Efteling)
Python in Efteling (Kaatsheuvel, Noord-Brabant, Niederlande) ist eine Stahlachterbahn vom Modell Double Loop Corkscrew des Herstellers Vekoma, die am 12. April 1981 als größte Stahlachterbahn Europas eröffnet wurde. Sie ist die erste Achterbahn mit Vertikallooping des Herstellers Vekoma.
Eine baugleiche Achterbahn mit dem Namen Shaman wurde vier Jahre später im Gardaland (Italien) eröffnet.

## Geschichte
Mit der Errichtung von Python startete Efteling die Umsetzung einer neuen Strategie: Die Entwicklung vom Märchenpark zu einem Freizeitpark.

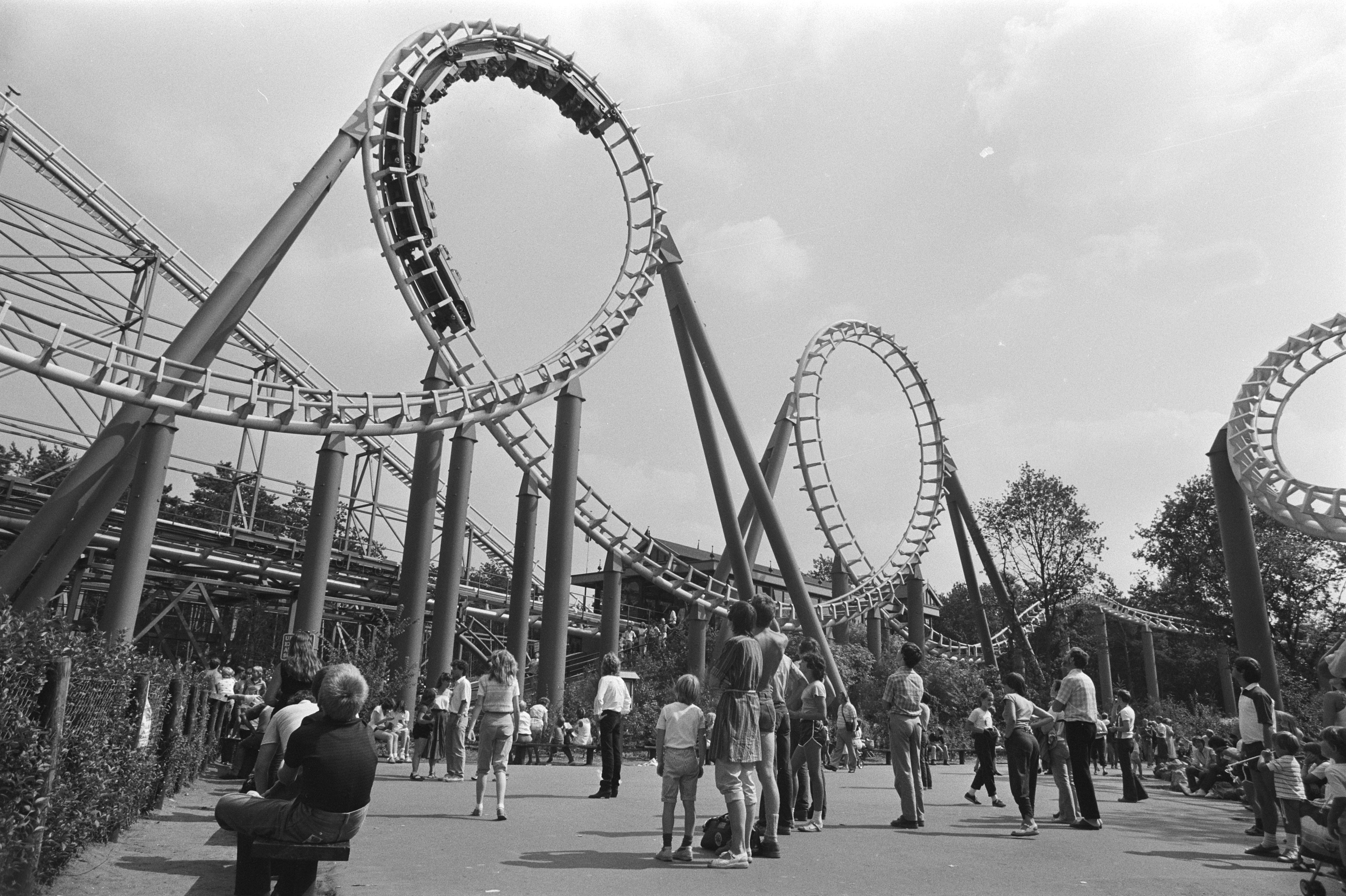
Python im Jahr 1982

Diese Pläne führten zu einigen Problemen mit der örtlichen Gemeinde. Umweltschützer versuchten, eine Rücknahme der Bauerlaubnis zu erreichen und Anwohner befürchteten steigende Besucherzahlen. Basierend auf der erwarteten Lärmbelästigung veranlasste das höchste Gericht des Landes zwischenzeitlich die Unterbrechung der Konstruktion.
Mit der Erweiterung der Öffnungszeiten seit 1995 (bis 22 Uhr) kam es erneut zu Problemen mit der Lärmbelästigung durch die Achterbahn. 
Pläne, die eine Erweiterung (1600 m Länge, 41 m Höhe, 100 km/h Geschwindigkeit) und eine komplette Renovierung der Bahn vorsahen, wurden verworfen. Die Gelder wurden in den Bau der neuen Achterbahn Vogel Rok investiert.
Zur 2018er Saison, nach 37 Jahren Betriebszeit, wurden fast alle Schienen durch neue ersetzt. Der Streckenverlauf blieb dabei gleich, allerdings wurden die Kurven harmonischer gebogen. Diese Renovierung kostete den Park rund 4,5 Mio. Euro und soll die Bahn für weitere 37 Jahre fit machen.

## Züge
Die ursprünglichen Züge von Arrow Dynamics wurden in den 1990er Jahren durch Züge von Vekoma ersetzt. Ab Mitte 2005 fuhren auf Python Züge von KumbaK, die ab Dezember 2011 mit zwei neuen Zügen von Vekoma ersetzt wurden. Alle Züge hatten bzw. haben jeweils sieben Wagen für je vier Personen (zwei Reihen à zwei Personen). Als Rückhaltesystem kamen bei den ersten drei Zugtypen Schulterbügel zum Einsatz, aktuell dienen Schulterwesten als Rückhaltesystem.